# 徐可升
徐可升，民国时期实业家、基督教人士，中国早期民族保险业先驱。

## 生平
祖籍浙江宁波府，生于上海监理会基督徒家庭。早年在上海经商，认识到新兴保险业的市场潜力，参与创办肇泰水火保险公司，是中国最早的民营保险公司之一，在上海水火保险业首屈一指，徐可升任总经理，徐氏家族自此成为肇泰主管，在徐之后，其弟徐可陲继任总经理。1925年，“五卅”惨案后列席虞洽卿大华饭店之宴，以化解中外矛盾。因在保险业业绩卓著，1935年8月3日被推举为中国保险学会（中国第一个保险业学会）创会理事。任上海总商会总干事，朱葆三（时任总商会会长）去世后，徐代表总商会与雕塑家李金发洽谈铸像纪念，耗资5000元。亦任上海基督教青年会总干事，受其影响，子徐诚斌以基督教为终身事业。1949年移居香港。

### 肇泰业绩
肇泰参与了中国早期保险业发展的主要事迹，包括：
- 1928年11月4日，上海保险公会成立，肇泰等19家公司成为会员，修订章程共34条。肇泰在制定中国保险业早期章程、行规上贡献巨大。
- 1929年12月，肇泰联合另外3家位于上海的主要民营保险公司联合成立“四行联合总经理处”，是为中国第一个专营再保险的公司，徐可升任联合企业司理[1]。
- 1930年2月，肇泰参与创办的“四行联合总经理处”更名为“中国联合保险总经理处”，并签订联合分保协议。
- 1933年6月，肇泰联合另8家保险公司共同参股创办“华商联合保险公司”，协调解决华资保险公司分保问题，防止保费外流，以抗衡外资保险公司。
- 1934年1月，肇泰联合另8家公司成立“中国保险船舶联合会”（前身“船险联合团”），是中国首家联合船保公司兼管理机构，以加强华资船舶险承能力，加强船舶险费率自主制定权以抗衡外资的垄断。
- 1935年，中华民国立法院财政委员会讨论新印花税法，肇泰总经理徐可陲（徐可升弟）作为保险业唯一代表参加会议。

## 家庭
- 子徐诚斌，天主教香港教區首任华人主教。
- 子徐中約，美籍华人历史学家。

## 代表论著
- 1924年10月《商业夜校·弁言》[6]
- 1925年《致苏州总商会函》，五卅惨案后徐代表上海总商会向苏州发表。